# Bet-Guvrin
Bet-Guvrin (hebrejski: בית ג'יברין‎) ili Bajt Džibrin (arapski: بيت جبرين‎) je palestinsko selo na mjestu drevnog aramejskog grada Beth Gabra u južnim ravnicama Izraela (Judeja), oko 21 km sjeverozapadno od grada Hebrona. Selo ima površinu od 56,1 km² od čega je samo 0,28 km² naseljeno, dok je ostalo poljoprivredno zemljište.
God. 2014., špilje Bet-Guvrin, koje zajedno sa špiljama obližnje Mareshe čine Nacionalni park Bet-Guvrin-Mareša, upisane su na UNESCO-ov popis mjesta svjetske baštine u Aziji kao „mikrokozmos Zemlje špilja u ravnicama Judeje”.

## Povijest
Tijekom 8. stoljeća prije Krista, selo Beth Gabra (aramejski za „Dom snažnih”; grčki: Βαιτογάβρα) je bilo dio Izraelskog kraljevstva. Tijekom vladavine židovskog kralja Heroda na njegovom mjestu izrastao je helenizirani grad Betaris, koji su Rimljani, prema židovskom povjesničaru Josip Flaviju, zvali grčkim imenom: Eleutheropolis (Ἐλευθερόπολις), tj. „Grad slobodnih”. Nakon prvog židovsko-rimskog rata Vespazijan osvoaja grad i od tada je rimska kolonija i glavno administrativno središte distrikta Edomea.
Početkom 7. stoljeća bizantski grad Beitogabri (kako se zove na karti Tabula Peutingeriana, dok ga većinsko židovsko stanovništvo naziva Beit Gubrin, po Talmudu) osvajaju muslimanske snage na čelu s 'Amr ibn al-' Asom, koji ga prozivaju Bajt Džibril (arapski za „Gabrijelov dom”) ili Bajt Džibrin (ar. za „Dom snažnih”). Pod križarima u 11. stoljeću tu je živjelo 1.500, dok danas obitava tek oko 100-150 stanovnika. Poslije su ga osvojili Mameluci, a onda Osmanlije.
U 19. stoljeću obitelj al-'Azza je preuzela kontrolu nad Bajt Džibrinom i neuspješno povela ustanak protiv Osmanlija, koji je završio progonstvom i pogubljenjem lokalnih čelnika. Tijekom britanskog mandata Palestinom, Bajt Džibrin je opet služio kao općinsko središte za okolna sela. God. 1947. Podjelom Palestine prema planu UN-a, selo je postalo dio arapske države, ali su ga osvojile izraelske snage tijekom rata 1948., zbog čega su njegovi stanovnici pobjegli na istok. Danas, mnogi od tih izbjeglica i njihovih potomaka žive u logorima 'Azza i Fawwar u južnoj Zapadnoj obali. Kibuc Beit Guvrin osnovan je na području Bajt Džibrina 1949. godine.

## Odlike
U Bet-Guvrinu su otkriveni ostaci tri bizantske crkve od kojih se ona na sjevernom brdu još uvijek koristi kao privatna kuća, čiji su raskošni mozaici uništeni u ratu 1948. godine. Crkva na jugu grada je poznata kao Khirbet Mar Hanna, posvećena Svetoj Ani, Gospinoj majci - prema kršćanskoj tradiciji, Bet-Guvrin je rodno mjesto sv. Ane. Danas su od nje ostali samo apsida i lučni prozori koje su obnovili križari u 12. st. Dobro očuvane ostatke rimskog amfiteatra iz 2. stoljeća, koji je mogao primiti oko 3.500 posjetitelja, otkrio je arheolog Amos Kloner sredinom 1990-ih. Pretpostavlja se da je izgrađen za rimske legije nakon gušenja pobune koju je vodio Bar Kohba 132. – 135. god., a bio je u upotrebi do velikog potresa u Galileji 363. god. U blizini su otkriveni i ostaci rimskih termi koje su bile najveće u Izraelu i Palestini.
Iskapanja Izraelskog ureda za starine su otkrila selo za koje se vjeruje da je staro oko 6.500 godina. Sidonske grobnice su raskkošno oslikane i pripadale su sidonskim, grčkim i edomskim obiteljima, kao što je Apollophanes, koje su vladale Bet-Guvrinom.
U okolici je pronađeno i oko 800 špilja u obliku zvona od kojih su 40-50 špilja povezani podzemnom mrežom prolaza. Najveća od njih ima visinu od 18 m i rabljena je kao kolumbarij (spremište urni).

## Vanjske poveznice
- Amos Kloner (Hg.): Maresha Excavations Final Report. Bd. 1: Subterranean Complexes 21, 44, 70. IAA Reports 17. Jerusalem 2003. ISBN 965-406-150-3; Bd. 2: Hellenistic Terracotta Figurines from the 1989 - 1996 Seasons. IAA Reports 35. Jerusalem 2008. ISBN 978-965-406-201-5